# Paul Green (Drehbuchautor)

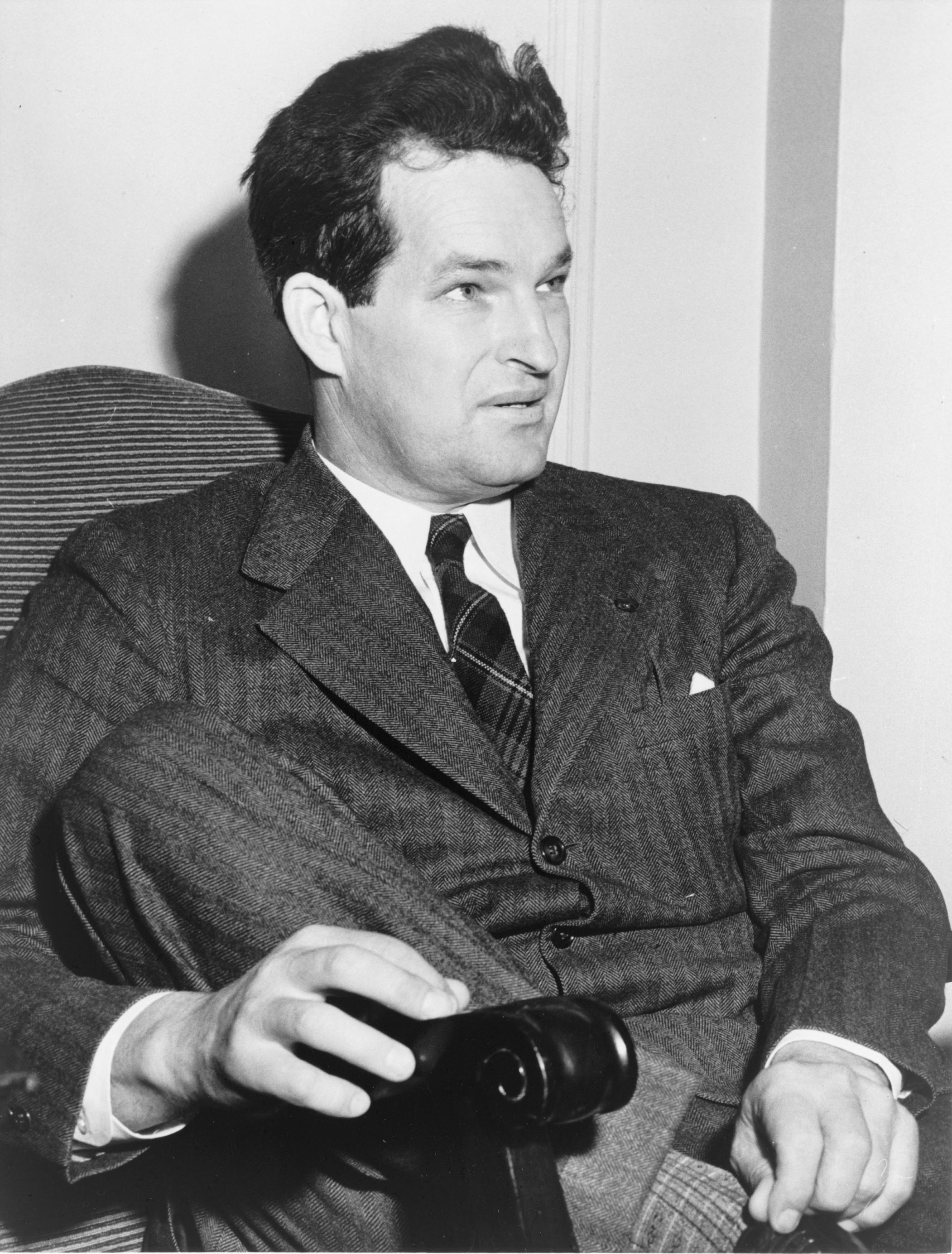
Paul Green (1941)

Paul Green, eigentlich: Paul Eliot Green, (* 17. März 1894 in Buies Creek, North Carolina; † 4. Mai 1981 in Chapel Hill, North Carolina) war ein US-amerikanischer Dramaturg, Komponist, Hochschullehrer und Drehbuchautor. Er gewann 1927 den Pulitzer-Preis/Theater für sein Stück In Abraham’s Bosom.

## Leben
Paul Green war zeitlebens seinem Heimatstaat North Carolina tief verbunden und schrieb ab 1925 zahlreiche Stücke über das dortige Leben und das Elend der Bauern. Selber arm, schloss er Freundschaft mit den Kindern der noch ärmeren schwarzen Landarbeiter. Der Tod seines Freundes Rassie war teilweise der Vernachlässigung von Greens Vater verschuldet und traumatisierte den jungen Paul nachdrücklich. Er besuchte die University of North Carolina und Cornell und ging nach dem Studium nach New York, um am Theater zu arbeiten.

## Werk
Der Einakter, The No' Count Boy, wurde 1925 in New York aufgeführt. 1927 gewann er den Pulitzer-Preis/Theater für sein Stück In Abraham’s Bosom, das einen realistischen Einblick in die zahlreichen Probleme afroamerikanischer Mitbürger gab und gleichzeitig Rassenvorurteile anprangerte. Die Auszeichnung galt als kontrovers, weil Green jung war und aus dem ländlichen Milieu stammte. Es folgten sieben weitere Broadway-Stücke, das letzte eine Zusammenarbeit mit dem afroamerikanischen Richard Wright, nämlich die Bühnenadaption von Wrights gefeiertem Roman Native Son. Green schrieb in seinem Leben zwei Romane, sechs Bände mit Kurzgeschichten, fünf Bände mit Essays und mehr als ein Dutzend Drehbücher für Hollywood-Filme. Dazu kamen sechzehn "symphonische Dramen."

### Film
1932 nahm er das Angebot an, als Drehbuchautor nach Hollywood zu gehen. Seine erste Arbeit war Cabin in the Cotton, ein Südstaatenmelodrama mit Richard Barthelmess und Bette Davis. Bei der Oscarverleihung 1934 erhielt Paul Green für seine Arbeit an dem Drehbuch für State Fair eine Nominierung in der Kategorie Bestes Drehbuch. Zwei seiner Stücke wurden 1934 von der Fox Film Corporation für die Leinwand adaptiert, darunter Carolina mit Janet Gaynor in der Hauptrolle.
In späteren Jahren war er Mitbegründer des North Carolina Symphony Orchestra. Er betätigte sich gelegentlich auch als Komponist, unter anderem mit Kurt Weill.
Paul Green, dessen Werk von Anfang an sozial beeinflusst war, wurde zunehmend bekannt für sein Engagement für Menschenrechte.

### Das "symphonische Drama"
Green suchte ab der Mitte der 1930er Jahre einen neuen Modus der Inszenierung; Arbeiten von Alexis Granowsky, Leiter des jiddischen Theaters in Berlin, und Bertolt Brecht dienten als Inspiration. Diese Art von Theater verwendete Tanz, Musik sowie individuelle und chorische Kommentare, um Zuschauer in ein unkonventionelles Verhältnis zum Bühnengeschehen zu bringen. Green stellt in diesen Dramen überlebensgroße historische Persönlichkeiten (etwa Elisabeth I., George Washington oder Robert E. Lee) in den Mittelpunkt; auf Freilichtbühnen wurden bedeutende Ereignisse der amerikanischen Geschichte dargestellt. Als stilisierte Darstellungen von Heldenfiguren der Vergangenheit bzw. Mythologie ähneln diese Experimente der Wagner-Oper, dem japanischen Kabuki und den Trilogien des Aischylos. Einige Kritiker betrachten dieses von Green erfundene Genre als einzigartigen Beitrag zum Welttheater.
1937 inszenierte Green The Lost Colony, sein erstes "symphonisches Drama" im Waterside Amphitheatre auf Roanoke Island, North Carolina. Der überraschende Erfolg des Stücks veranlasste ihn, weitere Möglichkeiten dieser experimentellen Form zu erkunden. The Lost Colony wird jährlich gegeben. Inzwischen ist es in mehr als 85 Sommern aufgeführt worden. 1965 inszenierte er das ähnlich konzipierte Cross and Sword anlässlich der Gründung der Stadt St. Augustine, Florida, 1565. Auch dieses symphonische Drama ging in die regionale Geschichtspflege ein; 1971 wurde es nach ministeriellem Beschluss zum offiziellen Staatsdrama von Florida erhoben ("Florida's official state play"). Es wird noch aufgeführt.
In der Folgezeit beschäftigte sich Green überwiegend mit symphonischen Dramen, auch als „outdoor dramas“ bekannt.

## Filmografie
- 1932: Die Hütte im Baumwollfeld (The Cabin in the Cotton)
- 1933: Jahrmarktsrummel (State Fair)
- 1933: Dr. Bull (Doctor Bull)
- 1933: Voltaire
- 1945: Jahrmarkt der Liebe (State Fair)

## Symphonische Dramen (in Auswahl)
- The Lost Colony (1937)
- The Common Glory (1947)
- Echoes of the Blue Ridge (1949)
- Horn in the West (1952)
- Cross and Sword (1965)